# Wohlschlag Bay
Die Wohlschlag Bay ist eine große Bucht zwischen dem Harrison Bluff und Kap Royds an Westseite der antarktischen Ross-Insel. 
Sie wurde erstmals durch Teilnehmer der Discovery-Expedition (1901–1904) unter der Leitung des britischen Polarforschers Robert Falcon Scott kartografisch erfasst. Benannt wurde sie jedoch erst 1964 vom Advisory Committee on Antarctic Names nach Donald E. Wohlschlag, Biologe an der Stanford University, der die Laboratorien an Bord des Forschungsschiffs USNS Eltanin und auf der McMurdo-Station ausgestattet hatte.